# Cheilodipterus arabicus
Cheilodipterus arabicus és una espècie de peix pertanyent a la família dels apogònids.

## Descripció
- Pot arribar a fer 18 cm de llargària màxima (normalment, en fa 8).
- En vida és de color marró clar amb 13-16 ratlles de color marró fosc.
- Té una petita taca fosca envoltada per una àrea groga al peduncle caudal.
- La primera aleta dorsal varia entre fosca i marró fosc. Les altres aletes varien des de pàl·lides (joves) fins a fosques (adults), però mai tan fosques com la primera aleta dorsal.
- El musell és una mica més fosc que el cos.[3][4][5]

## Hàbitat
És un peix marí, associat als esculls i de clima tropical (30°N-30°S) que viu entre 3 i 25 m de fondària.

## Distribució geogràfica
Es troba a l'Índic occidental: el mar Roig, Tanzània, Moçambic, les Seychelles i l'Índia.

## Observacions
És inofensiu per als humans.